# 利索希爾卡 (赫梅利尼茨基州)
49°7′42″N 26°33′29″E / 49.12833°N 26.55806°E
利索希爾卡（羅馬化：Lysohirka）是位於烏克蘭西部的村莊，由赫梅利尼茨基州裡赫梅利尼茨基區的霍羅多克市鎮負責管轄。該村面積1.64平方公里，海拔高度264米，2001年該城鎮人口850。